# MIM-104 Patriot
Il Patriot (MIM-104 Patriot) è un missile terra-aria statunitense per la difesa tattica di punto (ovvero di una base militare, una città o una piccola provincia). È il principale sistema di questo tipo dispiegato dagli Stati Uniti e da altri Paesi del mondo occidentale. Ha lanciatori orientabili, non verticali, per missili con guida track-via missile, ovvero i missili vengono guidati con un misto di radio ed impulsi radar "phase array".

## Introduzione
È diventato famoso per la difesa contro i missili SS-1 Scud lanciati dall'Iraq contro Israele durante la guerra del Golfo del 1991. Sono stati schierati senza essere impiegati anche durante l'operazione Enduring Freedom che consisteva nell'invasione dell'Iraq da parte delle forze anglo-americane.
Attualmente è il principale sistema SAM adoperato dall'esercito americano e da alcuni paesi alleati. Viene costruito nelle officine della società statunitense Raytheon. Il Patriot ha rimpiazzato il Nike Hercules per la difesa a quote basse e medie ed ha sostituito lo HAWK come piattaforma per la difesa antiaerea tattica. Inoltre, il Patriot ha assunto (secondo molti inefficacemente) il ruolo di principale piattaforma missilistica anti-balistica (ABM), che attualmente è la sua missione primaria.
Il sistema Patriot adopera un'antenna ed un radar Phased Array di alte prestazioni (in termini di qualità del tracciamento). Il Patriot è l'unico sistema ABM che abbia distrutto un missile balistico tattico (TBM) in combattimento ed è l'unico sistema SAM capace di fornire a forze corazzate in manovra una qualsiasi protezione contro missili balistici.
Il Patriot è stato sviluppato allo Redstone Arsenal di Huntsville (Alabama), che in precedenza aveva sviluppato il sistema ABM Safeguard e le sue componenti: Spartan ed il missile Sprint.

## Nome e simbolo
Il nome "Patriot" si collega all'acronimo: Phased Array Tracking Radar Intercept On Target. Il missile è classificato ufficialmente come MIM-104 Patriot.
Il simbolo del Patriot è un disegno di un miliziano della rivoluzione americana.

## Progetto, sviluppo e riassunto storico
Il 15 ottobre del 1964, il Segretario alla Difesa USA emana una direttiva perché il sistema di difesa aria-aria venga rinominato "Surface-to-Air Missile, Development" (SAM-D). Nel 1976, venne rinominato "Sistema di Difesa Aerea PATRIOT", che avrebbe combinato le nuove tecnologie come il radar di tipo phased array e la guida per l'inseguimento dal missile. La sperimentazione su larga scala del sistema comincia nel 1976. Viene dispiegato nel 1984. Il Patriot venne concepito come sistema antiaereo, ma nel 1988 venne aggiornato (alla versione PAC-1, Patriot Advanced Capability-1) per fornire qualche limitata capacità d'intercettazione contro alcuni tipi di missile balistico tattico. Tuttavia alla prova dei fatti l'impiego in Israele e Arabia Saudita nel 1991 contro i vettori Al-Hussein irakeni fu un totale fallimento, con percentuali di intercettazione al di sotto del dieci per cento. L'ultima versione, la PAC-3, è stata totalmente riprogettata, con in mente lo scopo principale di distruggere missili oltre agli aerei.

## Equipaggiamento del Patriot
Il "Patriot System" ha quattro funzioni operative principali: comunicazione, comando e controllo, sorveglianza radar e guida del missile. Il sistema è modulare e molto mobile. Le componenti del controllo di lancio (radar, sezione di controllo inseguimento, gruppo dell'antenna, generatore elettrico) ed i lanciatori sono montabili su camion o rimorchi, che oggi sono semi-rimorchi M860 trainati da un camion M983 "Dragon Wagon" HEMTT. L'intera batteria di Patriot può essere smontata e muoversi (dalla posizione di fuoco) in 30 minuti. Il sistema può essere reso di nuovo operativo in 45 minuti.
Il cuore della batteria di missili Patriot è la sezione di controllo di tiro ed i lanciatori, consistente nel "Radar Set" AN/MPQ-53 o -65 Radar, la stazione di puntamento AN/MSQ-104 (nota come la "ECS", simile ad una roulotte), il gruppo delle antenne OE-349 ed il generatore EPP-III. I missili sono trasportati e lanciati dalla stazione di lancio M901, che può portare fino a 4 missili PAC-2 oppure 16 PAC-3. Il battaglione di Patriot dispone di una "Information Coordination Central" (ICC), una ECS modificata, che coordina il fuoco dell'intera unità e lo collega alla rete JTIDS.

### I radar di scoperta/inseguimento AN/MPQ-53 (PAC1-2) e AN/MPQ-65 (PAC-3)
Il complesso AN/MPQ-53/65 è un radar Phased Array che supporta anche i sottosistemi di IFF (identificazione automatica di amici e nemici), le contro-contromisure elettroniche (ECM) e l'inseguimento via missile (TVM). Il radar del Patriot lavora sulla Banda G della NATO, tra i 4 e 6 GHz di frequenza.

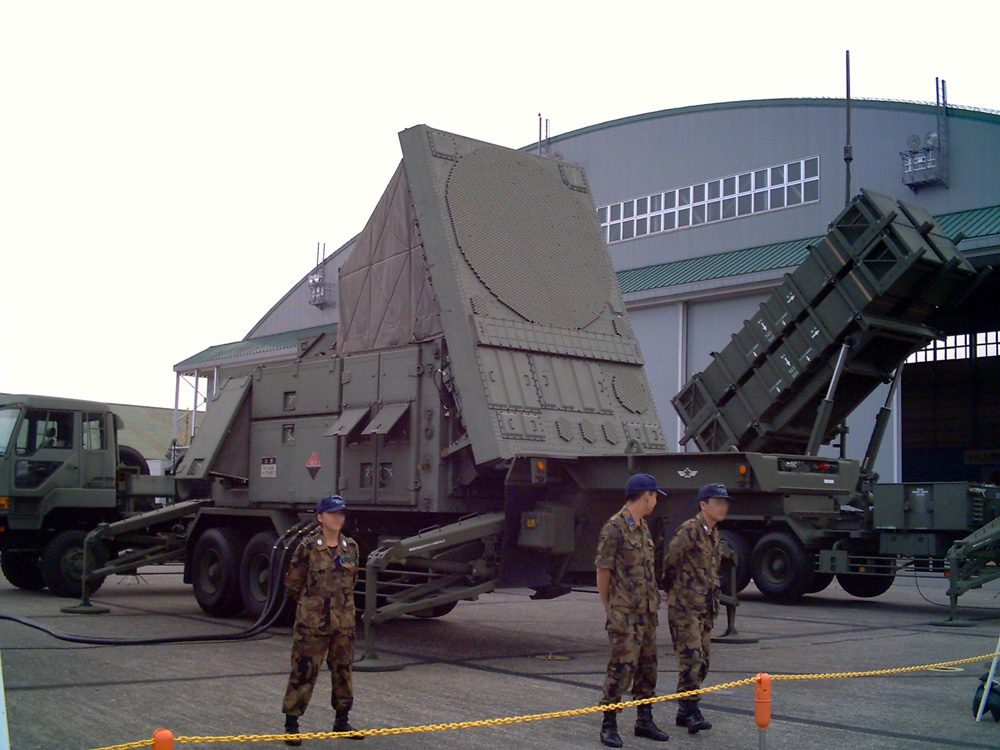
Una vista dettagliata di un AN/MPQ-53 radar set. La schiera circolare in fronte dell'oggetto verticale è il radar "phased array", formato da circa 5000 elementi, larghi 3 cm.

Il radar AN/MPQ-53 è installato nei sistemi PAC-2, mentre lo AN/MPQ-65 equipaggia le unità PAC-3. La maggiore differenza tra i due è l'aggiunta di un secondo traveling wave tube (TWT), che dà al MPQ-65 maggiori capacità di rilevamento e tracking. La schiera consiste di 5 000 elementi che fanno "brillare" e volteggiare il fascio radar molte volte al secondo. Inoltre l'antenna contiene l'interrogatore IFF, il TVM, ed almeno un "sidelobe canceller" (SLC), una schiera secondaria che cancella le interferenze radar. Questo radar è un sistema "detection-to-kill" (un solo radar fa tutte le funzioni di ricerca, identificazione, inseguimento ed ingaggio), a differenza di altri sistemi SAM, che richiedono diversi radar. Il raggio di scoperta (detection range) del radar del Patriot eccede i 100 km, e può inseguire simultaneamente fino a 100 bersagli.

#### Caratteristiche del fascio radar "phased array"
Il fascio radar creato da questo "phased array" è molto stretto e piuttosto agile da muovere rispetto ad una tipica antenna mobile. Ciò permette al radar di scoprire e seguire bersagli solitamente difficili da gestire come velivoli stealth o missili cruise, caratterizzati da una piccola sezione radar, oppure oggetti molto veloci come i missili balistici. Il sistema inoltre possiede un'ottima resistenza alle contromisure elettroniche e ai sistemi radar warning receiver, in quanto la trasmissione salta tra varie frequenze di rilevamento nel campo delle microonde.
Il costo del radar del Patriot supera i 40 milioni di dollari.

### La stazione di controllo AN/MSQ-104 ECS

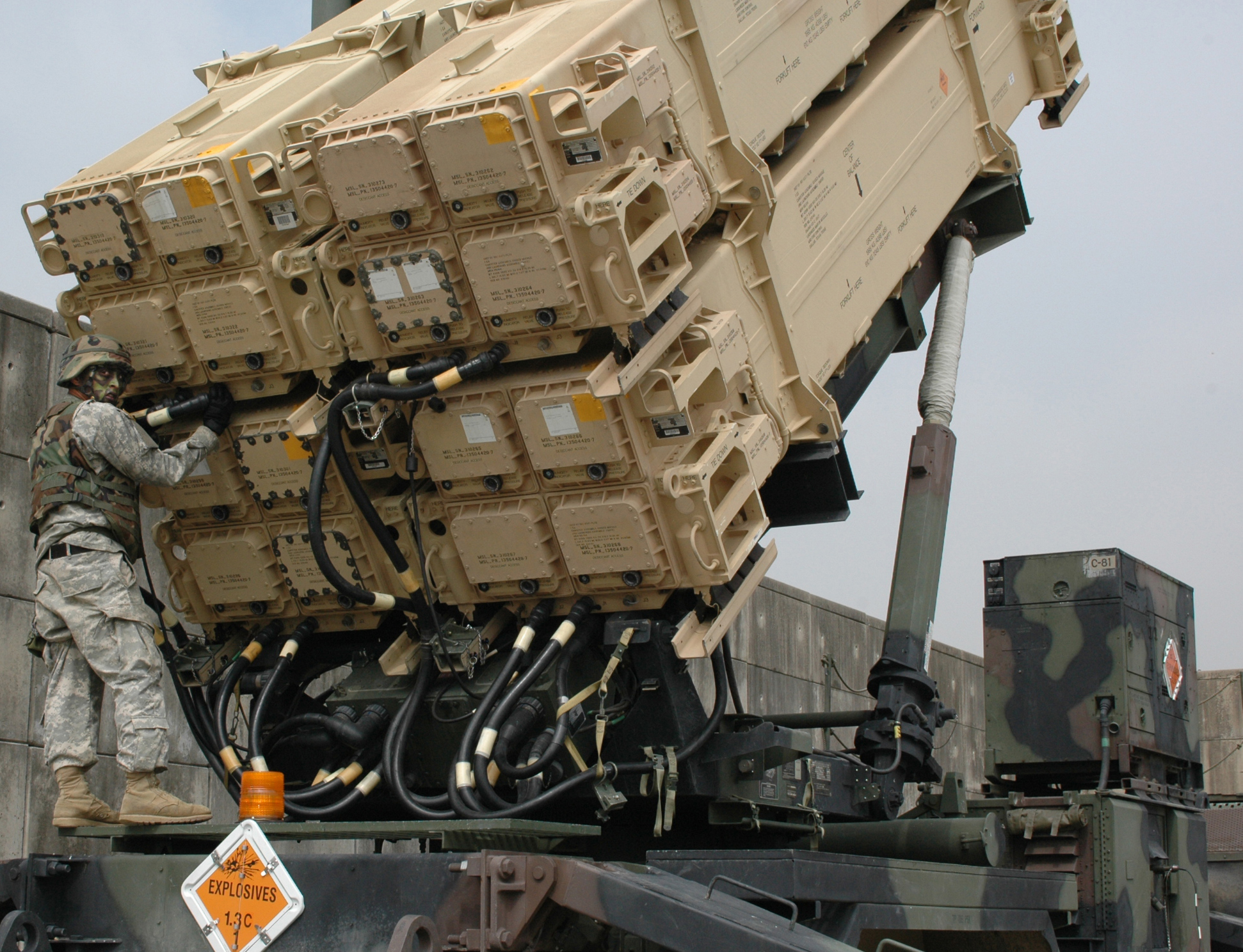
Uno specialista della 35ª Brigata d' Artiglieria di difesa aerea esegue un controllo di manutenzione su di un lanciatore mobile da 4 Patriot

La AN/MSQ-104 Engagement Control Station (ECS) è il centro nevralgico della batteria Patriot. La ECS consiste di un rifugio montato sul pianale di un camion M927 da 5 tonnellate oppure su un camion (LMTV). I componenti della ECS sono: il Weapons Control Computer (WCC), il Data Link Terminal (DLT), il sistema di comunicazione UHF, la Routing Logic Radio Interface Unit (RLRIU) e due "workstations" che sono l'interfaccia uomo-macchina. La postazione ECS ha aria condizionata, filtrata e pressurizzata (per resistere ad attacchi NBC), ed è schermata contro l'EMP o altre interferenze elettromagnetiche. La ECS contiene alcune radio SINCGARS per comunicazioni-voce.
Lo WCC è il principale computer nel sistema Patriot. È un computer a calcolo parallelo a 24-bit militarizzato. È disposto in configurazione multiprocessore operante a 6 megahertz. Questo computer calcola gli algoritmi di intercettazione, e fornisce limitate capacità di auto-diagnosi. In confronto ai moderni personal computer ha una potenza di calcolo limitata, anche se è stato aggiornato spesso durante il suo periodo operativo.
Il DLT (Data Link Terminal) è il sistema che collega l'ECS alle stazioni di lancio dei missili Patriot. Utilizza le radio SINCGARS oppure cavi a fibra ottica per trasmettere dati crittati. Attraverso il DLT, gli operatori al lancio possono dispiegare i missili, armarli o disattivarli, eseguire test di funzionalità dei lanciatori o dei missili, ed infine sparare i missili.
Il sistema di comunicazioni UHF consiste di tre ricevitori radio UHF e del loro equipaggiamento en-decrittazione. Sono connesse alle antenne del OE-349 Antenna Mast Group, che creano "lampi" di UHF tra le varie batterie Patriot ed il loro ICC. Questa crea una rete di dati sicura, in tempo reale (la PADIL, Patriot Data Information Link), che permette allo ICC di prendere il controllo delle batterie subordinate.
La "Routing Logic Radio Interface Unit" (RLRIU) funziona come il router primario di tutti i dati che arrivano allo ECS. La RLRIU fornisce ad ogni batteria di fuoco un indirizzo logico nella rete di dati del battaglione, ed invia/riceve dati da tutto il battaglione. "Traduce" anche tutti i dati che vanno dal WCC allo DLT, facilitando la comunicazione con i lanciatori.
Le workstation del Patriot sono chiamate "Manstation 1 e 3" (MS1 e MS3). Sono le postazioni dalle quali gli operatori agiscono col sistema, consistono di uno schermo monocromatico circondato da indicatori ed interruttori. Ogni manstation ha anche una tastiera QWERTY ed un joystick che lavora come il mouse di un PC.

La ECS costa più di 5 milioni di dollari.
- Il gruppo di antenne sul pennone OE-349

Il gruppo OE-349 Antenna Mast Group (AMG) viene montato su di un camion da carico M927 da 5 tons. Include quattro antenne da 4 kW in due paia di pennoni a controllo remoto.
- L'impianto elettrico EPP-III

Lo EPP-III (Electric Power Plant) è la principale fonte di elettricità per lo ECS e il radar, che assieme allo EPP ed al AMG, costituiscono la sezione di controllo di fuoco del Patriot. È formato da due motori diesel da 150 kW (a 400 hertz) che sono interconnesse attraverso l'unità di distribuzione di potenza. Questi generatori sono montati su un camioncino M983 HEMTT.
- Le stazioni di lancio M901

La M901 (Launching Stations) sono unità operate in remoto, totalmente autocontenute. La Engagement Control Station (ECS AN/MSQ-104) controlla l'operatività dei lanciatori attraverso ogni DLT del lanciatore, sia tramite fibra ottica o con un data-link wireless in frequenza VHF (SINCGARS).
Il sistema di livellamento integrale permette la sistemazione di missili in declivi fino ai 10 gradi. Ogni lanciatore è rimorchiabile in azimuth e può essere elevato ad una posizione di lancio fissa (di 90 gradi rispetto all'orizzonte). Il puntamento preciso del lanciatore prima del lancio non è necessario, dal momento che introdurrebbe un ulteriore tempo di ritardo nel tempo di reazione (e nell'abbattimento del missile incombente). Ogni lanciatore fornisce dati digitalizzati di auto-diagnostica dettagliata allo ECS via data link.

### Il missile guidato Patriot
Vi sono attualmente (2006) otto varianti del missile Patriot: Standard, ASOJ/SOJC, PAC-2, PAC-2 GEM, GEM/C, GEM/T (or GEM+), e PAC-3.
La prima versione è stata lo MIM-104A, "Standard", capace soltanto di ingaggiare aerei. La versione MIM-104B "ASOJ" o "anti standoff jammer" è un missile progettato per cercare e distruggere emettitori di ECM. Il MIM-104C PAC-2 è stato il primo missile Patriot ottimizzato per intercettare missili balistici. La serie GEM (MIM-104D/E) consiste in ulteriori migliorie del missile PAC-2. Le prime sette di queste versioni (fino alla PAC-2) sono in configurazione di un singolo missile per tubo di lancio totalizzando quattro per lanciatore.
Il missile PAC-3 è un intercettore totalmente nuovo, con un radar di ricerca attiva in banda Ka ed altre migliorie che aumentano fortemente la sua letalità contro i missili balistici.  I tubi di lancio del PAC-3 contengono quattro missili: in questo modo un lanciatore può portare un totale di 16 colpi. Tutti i missili Patriot consistono in un missile (o missili) montato in un tubo di lancio che sembra una grossa scatola in acciaio che è sia il contenitore, che l'involucro di trasporto, che il tubo di lancio. I missili Patriot sono consegnati dalla fabbrica all'esercito come "munizioni certificate" e non è necessario nessun tipo di mantenimento prima che il missile venga sparato.
Il missile PAC-2 è lungo 5,31 metri, pesa 900 kg ed è propulso da un motore razzo a combustibile solido fino a velocità superiori a Mach 5.
I missili Patriot costano tra 1 e 3 milioni di dollari al pezzo dipendendo dalla variante.

### Il progetto del missile Patriot
La famiglia dei missili PAC-2 ha un progetto standard con solo piccole differenze tra i componenti interni. È costituito (dall'avanti all'indietro) dal radome, sezione di guida, testata esplosiva, sezione di propulsione e sezione di controllo degli attuatori.
Il radome è fatto da silicio pressofuso, spesso circa 16,5 millimetri, con una punta in lega di nichel, ed un anello di attacco alla base protetto da un anello in gomma siliconica. Il radome fornisce, oltre la sagoma aerodinamica, anche la finestra alle microonde e la protezione termica per il cercatore a RF e gli annessi componenti elettronici.
La sezione di guida del Patriot consiste principalmente nel sistema di guida modulare digitale aereo (MDAGS). Il MDAGS consiste in un pacchetto di mezza-corsa modulare che esegue tutte le funzioni di guida dal lancio fino a metà tragitto, cedendo allora la guida alla sezione di guida terminale. Il sensore track-via-missile è montato sulla sezione di guida e si estende nel radome. Il "seeker" consiste di una antenna montata su una piattaforma inerziale, l'elettronica di controllo dell'antenna, un ricevitore ed un trasmettitore. Il pacchetto Modular Midcourse Package (MMP), che si trova nella parte anteriore della sezione della testata, consiste nell'elettronica di navigazione ed in un computer di bordo che esegue gli algoritmi di calcolo della traiettoria di volo e di impatto terminale secondo i programmi predisposti dal programma dell'elaboratore.
La sezione della testata da guerra, giusto dietro alla sezione di guida, contiene il sensore di prossimità la testata esplosiva, i sistemi di sicurezza ed attivazione, i cavi per accendere l'esplosivo, l'elettronica ausiliare e il sensore inerziale.
La sezione di propulsione consiste nello scudo di calore esterno e nel motore a razzo, che include il suo contenitore, ugello, propellente a combustibile solido, fodera e l'isolante, il pirogeno di ignizione e l'unità per l'attivazione della propulsione.
La sezione di controllo CAS (Control Actuator Section) si trova all'estremo finale del missile, si serve di alette comandate dal computer di guida che sterzano e stabilizzano il missile in volo. Il sistema servo-motore delle alette consiste di attuatori idraulici e valvole oltre ad una fonte di energia elettroidraulica, formata da batteria, pompa motrice, riserva d'olio, pressurizzatore a bottiglia di gas ed un accumulatore.

## Aggiornamenti per i Patriot
La natura modulare del sistema Patriot ha reso gli aggiornamenti hardware e software un processo relativamente semplice e continuo. 
Ogni sottosistema del Patriot è stato aggiornato almeno una volta.

### PAC-3
L'upgrade PAC-3 è quello più significativo che i sistemi del Patriot abbia mai ricevuto ed è uno dei più drastici programmi di upgrade mai eseguito in un sistema d'arma americano. Quasi ogni aspetto del sistema ha ricevuto un miglioramento significativo. In complesso l'upgrade PAC-3 si svolge in tre fasi e le unità sono designate "Configuration 1, 2, o 3", basandosi sullo stadio di upgrade in cui si trovano.
Lo stesso sistema vide l'upgrade del computer WCC e del suo software e l'intero insieme di comunicazioni è stato cambiato. Grazie a questo upgrade, gli operatori possono ora vedere le tracce nella rete JTIDS, cosa che aumenta grandemente la visione di battaglia e la situational awareness degli equipaggi del sistema Patriot. Il software, una volta concepito principalmente per la difesa anti-area, ora può condurre una "ricerca a misura di missile TBM", ottimizzando il fascio e le risorse del radar per la ricerca di aeromobili ostili in un settore particolare noto per la presenza di lanciatori di missili balistici nemici, e può anche raggiungere un'altitudine minima di volo e di ingaggio del missile nemico ("keepout altitude") per assicurare che i missili balistici con testata chimica oppure gli ERS ("early release submunitions") vengano distrutti ad una certa altitudine.

#### Radar del PAC-3
Anche il radar del Patriot è stato completamente riprogettato, aggiungendo un TWT addizionale ("Traveling Wave Tube") che aumenta molto le capacità del radar nella ricerca, rilevamento, inseguimento e discriminazione. In effetti si dice che il radar del PAC-3 possa, tra le altre cose, rilevare se un aeromobile è pilotato da persone e se porti oppure no dell'esplosivo.

#### Missile Patriot PAC-3
L'upgrade PAC-3 comporta un nuovo progetto di missile, denominato MIM-104F, che viene chiamato PAC-3 dallo U.S. Army. Secondo alcuni osservatori, il PAC-3 missile è l'intercettore antiaereo più avanzato mai sviluppato, pensato quasi interamente per essere usato contro missili balistici.
La miniaturizzazione lo rende molto più piccolo rispetto ai PAC-2; i vecchi contenitori ("cans") possono portare quattro missili dove una volta ne era contenuto uno solo. Il missile PAC-3 è molto più manovrabile, grazie a dozzine di piccoli motori a razzo montati nella parte anteriore del missile (noti come ACMs, o "Attitude Control Motors").

##### Radar terminale del PAC-3
Comunque, la miglioria più significativa al missile PAC-3 è l'aggiunta di cercatore radar attivo in banda Ka. Questo permette al missile di interrompere il contatto col radar principale del sistema ed acquisire il suo bersaglio nella fase terminale dell'intercettazione, cosa che migliora il tempo di reazione del missile verso un bersaglio balistico che si muove ad alta velocità; in effetti si sostiene che il PAC-3 abbia la capacità di selezionare il missile bersaglio in arrivo e tracciare una traiettoria d'impatto che lo porta a colpire esattamente la testata da guerra nemica. Questo radar attivo aumenta la capacità del missile di distinguere ed evitare frammenti ed esche radar attorno al missile nemico e fornisce al Patriot una capacità "hit-to-kill" che rende non necessario il detonatore di prossimità tradizionale (magnetico, laser oppure optoelettronico). Questo aumenta la capacità di colpire la testata esplosiva, nucleare o chimica distruggendola invece di colpire il corpo del missile col pieno di carburante, come avveniva durante la guerra del Golfo del 1991 con i missili Scud quando colpiti dai PAC-1.
Si dice che il Patriot PAC-3 abbia quintuplicato "l'impronta difensiva", cioè l'area che un'unità Patriot può difendere contro missili balistici di ogni tipo, incrementando considerevolmente la letalità del sistema e l'efficacia contro i suddetti missili. Ha esteso anche il numero e la qualità dei missili intercettabili dal Patriot, che ora include alcuni IRBM e ICBM come il Nodong, il CSS-2 ed il CSS-3.
Queste migliorate capacità anti-balistiche lo hanno reso, però, meno capace nell'intercettazione di aeromobili endo-atmosferici e di ogni tipo di missile aria-terra. Si tratta di un missile più lento, che ha un raggio d'azione più corto ed una testata esplosiva più piccola rispetto ai vecchi missili Patriot ed è molto meno esplosivo rispetto al missile Arrow (anche se in genere si affida alle sue capacità "hit to kill", dovute alla combinazione esplosivo-energia cinetica).
L'intercettore Patriot PAC-3 sarà l'intercettore primario per il nuovo sistema MEADS, che si prevede di mettere in servizio assieme al Patriot nel 2012.

### Impiego operativo
Il 23 marzo 2003 un Tornado GR.4 della Royal Air Force venne abbattuto per errore da un missile statunitense Patriot che uccise i due membri dell'equipaggio.
Il 21 settembre 2017 la difesa aerea dell'Israeli Air Force (IAF) ha abbattuto un UAV (Unmanned aerial vehicle) di fabbricazione iraniana che tentava di violare lo spazio aereo israeliano lungo la linea delle alture del Golan. 
Il drone da ricognizione, secondo quanto riportato dai funzionari dell'Israel Defense Forces (IDF), era decollato da una pista di Damasco, in Siria, ed è stato abbattuto ricorrendo al sistema "Patriot".
L'UAV abbattuto è stato intercettato dopo aver violato la cosiddetta linea 'Bravo', una  linea 'cuscinetto' che segna il confine siriano attraverso una zona smilitarizzata. 
Lo spazio aereo della linea 'Bravo' è comunque considerato israeliano e l'IDF "ha deciso di intercettarlo” ed abbattere l'UAV con un singolo missile lanciato da una batteria di Patriot posizionata nella zona nord del Paese, vicino alla città di Safad.
L'abbattimento è stato riportato ufficialmente dal portavoce dell'IDF, colonnello Yonatan Conricus.
Secondo la fonte israeliana “il volo era governato dalla milizia sciita Hezbollah”.
Di seguito i casi precedenti d'impiego per violazione dello spazio aereo israeliano.
Il 31 agosto 2014 una batteria PATRIOT lanciò un missile per abbattere un UAV siriano in volo sulle alture del Golan. 
Il mese successivo venne impiegato per abbattere un Sukhoi Su-24 dell'Aeronautica militare siriana che era penetrato nello spazio aereo israeliano. 
Nel luglio del 2016 l'IAF ha lanciato due Patriot per abbattere una coppia di droni che avevano violato lo spazio aereo israeliano vicino al confine siriano; quello che si ipotizzava un drone di Hezbollah, in realtà era invece un UAV dell'Aeronautica militare russa penetrato erroneamente nei cieli di Israele.

## Utilizzatori
Arabia Saudita
 Corea del Sud
 Emirati Arabi Uniti
 Grecia
 Israele
 Ucraina
- Heyl Ha'Avir

 Germania
- Luftwaffe

 Giappone
- Kōkū Jieitai

 Paesi Bassi
- Koninklijke Luchtmacht

 Kuwait
 Polonia
16 lanciatori, 4 radar, più relativo supporto da consegnarsi entro la fine del 2022.
 Qatar
 Romania
 Spagna
- Ejército de Tierra

 Stati Uniti
 Svezia
- Svenska flygvapnet

L’ordine, annunciato il 2 agosto 2018, comprende 100 missili MIM-104E “Patriot” PAC-3/GEM-T e 200 MIM-104F “Patriot” PAC-3/MSE, 12 lanciatori M903 e 4 radar MPQ-65.
 Taiwan